# Сюдюр-Мула
Сюдюр-Мула (на исландски: Suður-Múlasýsla) е сисла, намираща се в източната част на Исландия. В Сюдюр-Мула се намира най-източната точка на Исландия – Герпир.